# Opel Ibaigane (equipo ciclista)
El Opel Ibaigane (código RFEC: OPIB), es un equipo ciclista amateur vasco, con sede en Yurre (Vizcaya). Es uno equipo de cantera, sin grandes figuras pero imprescindible para la formación de jóvenes ciclistas.
La escuadra vizcaína pertenece a la Arratiako Ziklista Elkartea, con equipos desde escuelas hasta amateur, todos con el patrocinio de Opel Ibaigane. 
El equipo sub-23 cuenta desde 2012 en el equipo técnico con el ex-profesional Iñaki Gastón que orienta, gracias a su experiencia, a los integrantes del equipo en su formación como ciclistas.

## Ciclistas profesionales
Corredores que han pasado por la cantera de Igorre y han llegado a profesionales han sido Mikel Bizkarra que tras su paso por el filial del Euskaltel-Euskadi, el equipo sub-23 Naturgas Energía, dio el salto a profesionales de la mano del Orbea, equipo de categoría Continental.
 
Y también Omar Fraile tras su fichaje por el Orbea y actualmente en el Astana Pro Team.

## Plantilla

### Equipo 2012
El equipo cuenta con una plantilla de 12 corredores, todos ellos sub-23, 6 renuevan de la temporada 2011: Rubén Álvarez, Ion Egiarte, Gaizka Erkiaga, Jon Mazaira, Xabi Portillo y Ander Barrenetxea. Mientras que se incorpora el sub-23 de segundo año Adrián González (Frío Julymar), el escocés Robert Hassan(Herbalife); y dan el salto de juveniles Rubén Rodríguez, Unai Cortés, Jon Mikel Kareaga y Álex García.

### Equipo 2013
El equipo cuenta con una plantilla de 14 corredores, todos ellos sub-23, 6 renuevan de la temporada 2012: Robert Hassan, Adrián González, Xabi Portillo, Ander Barrenetxea, Jon Mikel Kareaga y Unai Cortés. Este año el equipo se refuerza con Ángel Sánchez (Novacaixa) y Eddy Valdespino (CajaRural). Además continúa dando oportunidad a corredores que suben de la categoría juvenil como Cristian Plágaro, Ander Olmeda, Lander Urkijo, Javier García, David León y Miguel Medina.